# Le Concombre masqué
Le Concombre masqué est une série de bande dessinée créée en 1965 par Nikita Mandryka sous le pseudonyme de Kalkus dans le journal Vaillant, le journal de Pif et qui se poursuivra dans la formule suivante de l'hebdomadaire, Pif Gadget.
Évoluant plus tard dans Pilote, L'Écho des savanes, Spirou, (À suivre) et le supplément BD du journal Le Matin de Paris, le Concombre, un cucurbitacé bavard et philosophe, évolue dans un univers absurde et a (au sens propre) une araignée dans le plafond. « Seul Héros 100% Végétal donc 100% Sain » (dixit Mandryka), « il vagabonde dans des histoires burlesques et oniriques ».
On retrouve plusieurs personnages récurrents dans l'univers du Concombre, notamment Chourave, son fidèle ami, les éléphants joueurs de cartes qui squattent son « cactus-blockhaus » ou bien le Grand Patatoseur, son ennemi de toujours.
L'Intégrale des années Pilote, parue aux éditions Dargaud, a reçu le Prix du patrimoine au Festival d'Angoulême 2005.

## Historique
Enfant, Mandryka est fou de bandes dessinées, et particulièrement d'un petit personnage de Jean-Claude Forest, le Copyright, publié au début des années 1950 dans Vaillant. Également absurde et volontiers surréaliste, il a exercé une influence majeure sur le dessinateur : « J’ai lu une bande dessinée de Forest dans Vaillant, le Copyright, et j’ai adoré. Pourquoi ? Parce que le Copyright, c’était moi ! Un personnage seul de son espèce. [...] Et puis cette bande dessinée s’est arrêtée. Alors, tout naturellement, j’ai voulu la continuer. Je la continuais dans mes cahiers. Le Copyright, je l’appelais Prosper, ou quelque chose comme ça. Après je lui ai enlevé sa queue et il s’est mis à ressembler au futur Concombre masqué » (Mandryka).

Une dizaine d'années plus tard, en 1964, Mandryka débute dans Vaillant, le journal où paraissait le Copyright. Sous le pseudonyme de Nik, il y crée tout d’abord le personnage de Boff, un reporter que la rédaction envoie, dans le nº 1037 du 28 mars 1965, à la recherche du mystérieux Concombre masqué qui vit dans « le désert-de-la-mort-lente ». Cette toute première apparition du Concombre coïncide avec le tout dernier numéro de Vaillant, qui, la semaine suivante, est rebaptisé Vaillant, le journal de Pif, et dans lequel apparaît, le 1er avril 1965,, la première planche des Aventures potagères du Concombre masqué, cette fois signée Kalkus (et plus tard Karl Kruss, Calgus, Kudsak, Caleq-usse ou même Kilkoz). Mandryka ne signera la série de son vrai nom qu'à partir du premier numéro de Pif Gadget, la formule suivante du journal, le 24 février 1969.

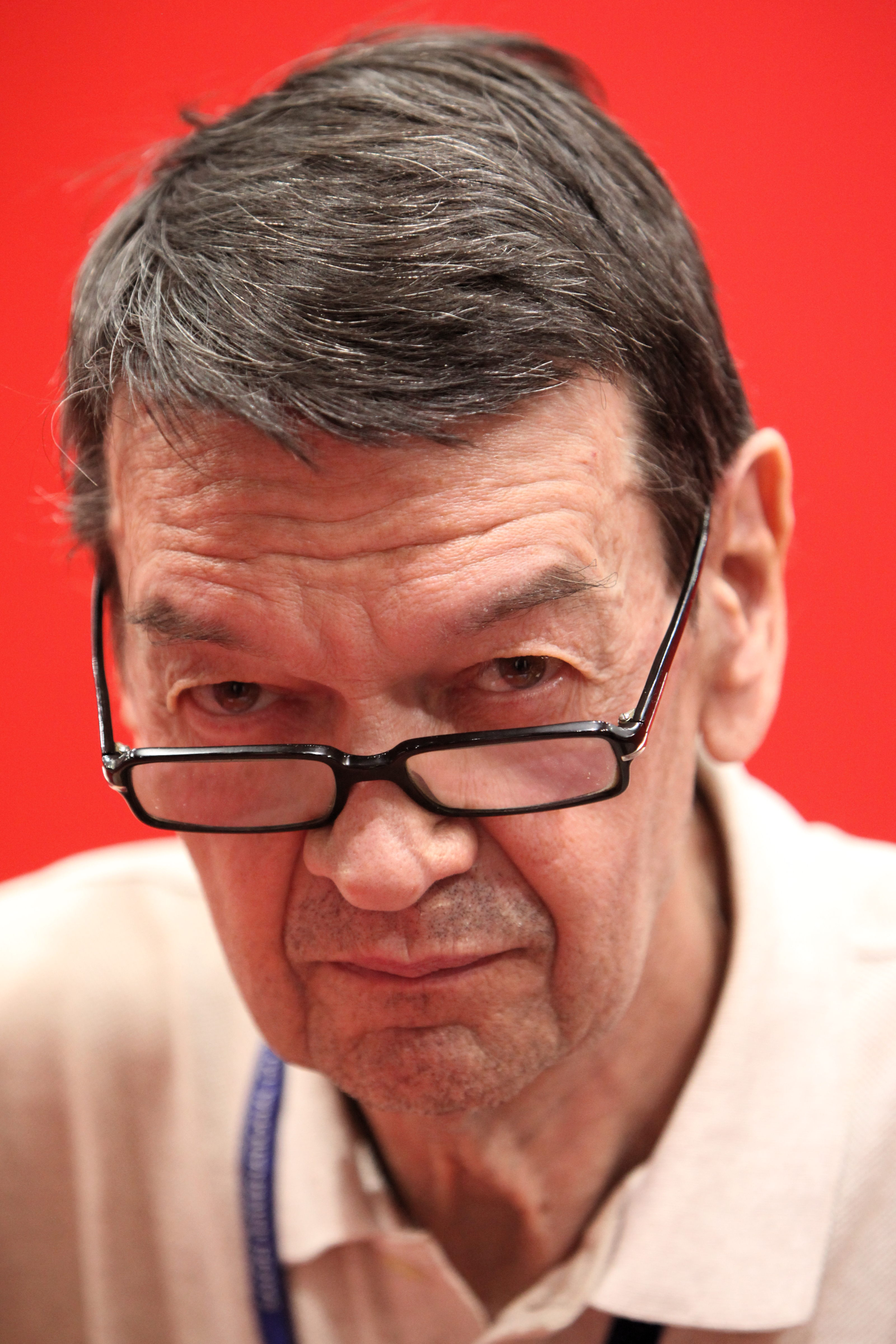
Mandryka, le créateur du Concombre masqué,

En 1971, le Concombre quitte ce dernier pour Pilote, le journal de bande dessinée dont René Goscinny, scénariste d'Astérix et de nombreuses séries à succès, est rédacteur en chef : « Pilote était l’un des meilleurs journaux du monde. Son modèle c’était Mad magazine, de Harvey Kurtzman, auquel Goscinny avait d’ailleurs collaboré lors de son séjour aux États Unis. Goscinny, qui avait un talent fou, voulait faire de Pilote un équivalent de Mad en France. Comment ne pas vouloir en faire partie ? » (Mandryka).
De 1965 à 1970,  Mandryka avait déjà collaboré à Pilote en y écrivant quelques scénarios. Il y  dessina également divers gags, parfois scénarisés par Reiser, Lob, Monzon, ou même Gotlib, avec qui il créera les Clopinettes. Mais c'est dans le no 585 du 21 janvier 1971 qu'apparaît pour la première fois le Concombre dans Une araignée dans le plafond, un récit en huit planches.

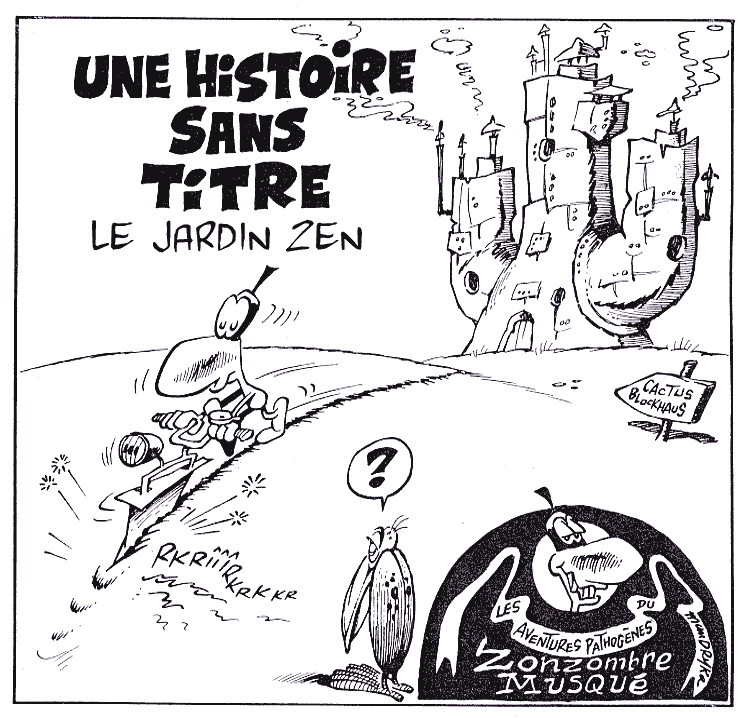
Le Jardin Zen : l'histoire qui, refusée par Goscinny, provoqua le départ de Mandryka du journal Pilote.

En 1972, Goscinny refuse de publier un épisode très « décalé » du légume philosophe intitulé Une histoire sans titre, récit plus connu sous le titre Le Jardin Zen. Mandryka accepte très mal cette censure et décide alors de fonder la même année, avec Claire Bretécher et Marcel Gotlib, L'Écho des savanes, « un canard comme ceux de l’underground américain où se réunissent plusieurs personnes qui font ce qui leur plaît, qui prennent leur pied à faire LEUR truc » (Mandryka).
Durant cette période, Mandryka ne quitte pourtant pas totalement les éditions Dargaud qui publient Pilote, car il est toujours sous contrat. En 1973, Dargaud édite d'ailleurs le premier album des récits du Concombre parus dans l'hebdomadaire et qui reprend le titre originel de la série : Les Aventures potagères du Concombre masqué. En 1971 était déjà sorti un album à l'italienne du même nom chez Futuropolis, mais qui cette fois reprenait les premières planches du Concombre parues en noir et blanc dans Vaillant. De 1975 à 1983, paraîtront encore cinq albums chez Dargaud et, après une série de BD publiées de 1990 à 1992, cette fois chez Dupuis, le Concombre, « tel qu'en lui-même toujours il change », revient encore une fois chez Dargaud le temps de trois recueils, de 2006 à 2012. Suivront également chez l'éditeur Alain Baulet, à partir de 2010, des petits formats en noir et blanc limités chacun à 1 000 exemplaires et à la pagination variable.
Le Concombre passe d’un éditeur à l’autre et se vend mal, mais en 1998, Mandryka s'est déjà bidouillé tout seul un site internet afin de reprendre sa liberté en écoulant gratuitement ses dernières créations au gré de ses envies, quitte à vivre de peu : « Comme il me reste peu de temps à vivre, je ne vais pas m’emmerder, je ne fais que ce que j’ai envie de faire. Plus question de me faire chier sur une BD pour que mon éditeur juge ou non si elle est vendable. Moi, je suis parfaitement heureux et je n’ai besoin d’emmerder personne pour y trouver un peu de plaisir. »

## Personnages

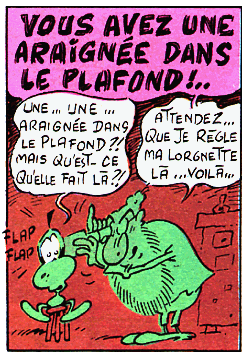
Image tirée dUne araignée dans le plafond, la première histoire du Concombre publiée dans Pilote : Dr Freud l'examine au sujet d'un bruit dans la tête.

Dans chaque album, on peut retrouver quelques personnages récurrents :
- Chourave, le seul ami du concombre, mais également son souffre-douleur ;
- les éléphants, qui jouent très souvent aux cartes, ou au bowling avec des cubes ;
- la grand-mère du Concombre qui, elle, est raisonnée ;
- le Grand Patatoseur, qui possède un engin infernal capable de transformer en patate tous ceux qui le contestent ;
- Fourbi, l'assistant du Grand Patatoseur.

## Interjections courantes et citations
- « Bretzel liquide ! »
- « Keskeucé ? ! »
- « Vazyléon ! »
- « Mercadet Poissonière ! »
- « Rhône Poulenc ! »
- « Quelle époque opaque ! »
- « Tout finit en purée. »
- « Ce qui me tue dans la vie, c'est la mort. »
- « Il faut toujours que tu sniakes tout. »

## Œuvre personnelle

### Albums
- Les aventures potagères du Concombre masqué :
les premières pages en noir et blanc  parues dans Vaillant.
Futuropolis (Comics 130 Spécial no 1 à l'italienne, N & B) 1971, réédité par Mosquito en 2016.
- Les aventures potagères du Concombre masqué :
le premier récit de huit pages publié dans Pilote
(Une araignée dans le plafond) et des histoires courtes d’une ou deux planches.
Dargaud 1973, 1980, 1981 et 2008, J'ai lu 1988 et 1990, Z'éditions 1995.
- Le Retour du Concombre masqué 
Dargaud 1975 et 1982, J'ai Lu 1990
- Comment devenir maître du monde 
Dargaud, 1980
- La Vie quotidienne du Concombre masqué 
Dargaud, 1981
- Le Chef vous salue bien 
Saupiquet, 1982
- À la poursuite du Broutchlag Mordoré 
Dargaud, 1982
- Le Concombre contre le Grand Patatoseur 
Dargaud, 1983
- Pas de Sida pour Miss Poireau (avec Claude Moliterni) 
Giphar lab. 1987 et 1994
- La Dimension poznave - 1 
Dupuis, 1990
- La Dimension poznave - 2 
Dupuis, 1990
- Le Concombre masqué dépasse les bornes 
Dupuis, 1991
- Le Concombre masqué fait avancer les choses 
Dupuis, 1992
- Tronches de concombre (collectif par les auteurs Dupuis) 
Dupuis, 1992
- Le Management vu par le concombre masqué
(avec Emmanuel Pollaud-Dulian) 
Generales First, 1993
- Le Concombre masqué : les inédits 
Z'Éditions, 1995
- L'Intégrale des années Pilote 
Dargaud, 2004
- Le Bain de minuit 
Dargaud, 2006
- Le Monde fascinant des problèmes 
Dargaud, 2009
- Du Barouf dans le potage 
Alain Baulet, 2010
- La Vérité Ultime 
Dargaud, 2012
- Gardez l'argent ! 
Alain Baulet, 2012
- Le Sac à malices 
Alain Baulet, 2013
- Le Choc du futur 
Alain Baulet, 2013
- Le Jardin Zen 
Alain Baulet, 2014
- Le Travail tue 
Alain Baulet, 2015
- Conc et Chou lanceurs d’alerte !
Alain Beaulet, 2017
- Traqueurs de fausses nouvelles 
Alain Baulet, 2018
- La Vie secrète du Concombre masqué 
Alain Baulet, 2022

### Illustrations
- Hitler et son ami concombre, nouvelle de Jean-Émile Jenvrin, illustrée par Mandryka, Rigolo ! no 7, janvier 1984

### Articles
- Cecil McKinley, « Le Concombre masqué », dans BDZoom (2016) : l'historique le plus complet sur la série.
- Maël Rannou, « Nikita Mandryka », 1re et 2de partie, dans du9 : Mandryka est interviewé en profondeur sur son parcours.
- Patrick Gaumer, « Le Concombre masqué », dans Dictionnaire mondial de la BD, Paris, Larousse, 2010 (ISBN 9782035843319), p. 197-198.
- Christophe Quillien, « Les aventures potagères du Concombre masqué », dans Pif Gadget : 50 ans d'humour, d'aventure et de BD, Hors Collection, octobre 2018 (ISBN 9782258152601), p. 160-163.
- Paul Gravett (dir.), « De 1950 à 1969 : Le Concombre masqué », dans Les 1001 BD qu'il faut avoir lues dans sa vie, Flammarion, 2012 (ISBN 2081277735), p. 264.
- Schtroumpf - Les Cahiers de la BD no 28, Mandryka, 1975.
- « Le Concombre masqué » : toutes les éditions de tous les albums en français sur BD Gest'.

## Vidéographie
- Nikita Mandryka et Le Concombre Masqué chez Bernard Pivot | Archive INA, 6 août 1992, sur YouTube.
- Mandryka et son « concombre masqué », interview de Mandryka au Salon du livre de Genève, 2 mai 2014, sur Franceloisirs.ch.
- Mandryka, Le Concombre Masqué, interview de Mandryka au Salon du livre de Genève, avril 2016, sur YouTube.

## Adaptation en animation 3D
- Le Jardin Zen[9]: réalisée à Liège, en Belgique, dans le studio Neurones Cartoon, ce court-métrage d'animation 3D a été récompensé par le prix du public au Festival International du Film par Ordinateur de Montréal (FIFOM) de 1992 et la même année, intitulée The Lone Cuke en anglais, elle fut sélectionnée à la convention SIGGRAPH (Special Interest Group in GRAPHics) de Chicago (États-Unis). Le journal Spirou nº 2838 du 2 septembre 1992, dont la couverture exhibe le Concombre en simulation 3D avec le titre Les secrets de fabrication du Concombre[10], relate que Mandryka est venu en personne au studio pendant trois mois pour y travailler, aidant au storyboard et à la conception des personnages. L'article dit aussi qu'une série entière de 52 épisodes était prévue, adaptant les trois premiers albums. Cependant, il semble que ce projet a été abandonné.

| Images externes                                       |                                              |
| Documents préparatoires produits par Neurones Cartoon |                                              |
|                                                       | Une page de storyboard dessinée par Mandryka |
|                                                       | Définition des couleurs du cactus-blockhaus  |
|                                                       | Le jardin Zen                                |
|                                                       | Le réveil                                    |

## Distinction
- L'Intégrale des années Pilote, parue aux éditions Dargaud, a reçu le Prix du patrimoine au Festival d'Angoulême 2005.

## Galerie

Cases extraites de la série
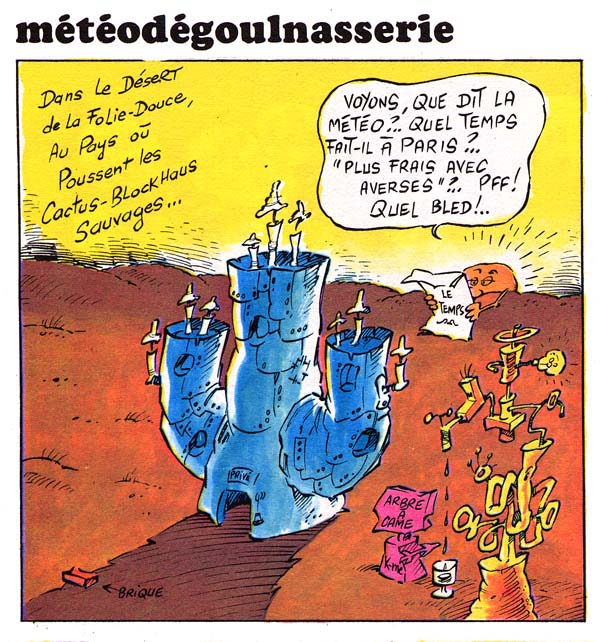
Le « cactus-blockhaus », dans lequel vit le Concombre masqué[1].
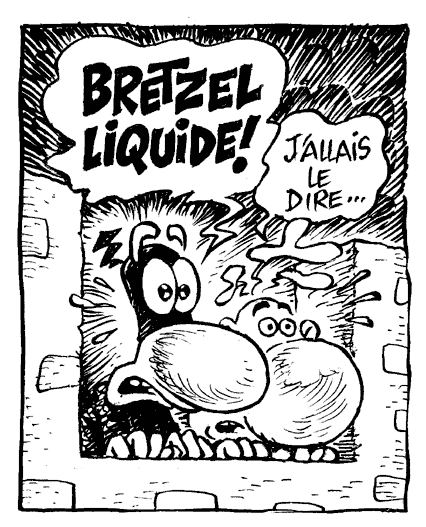
« Bretzel liquide ! »...
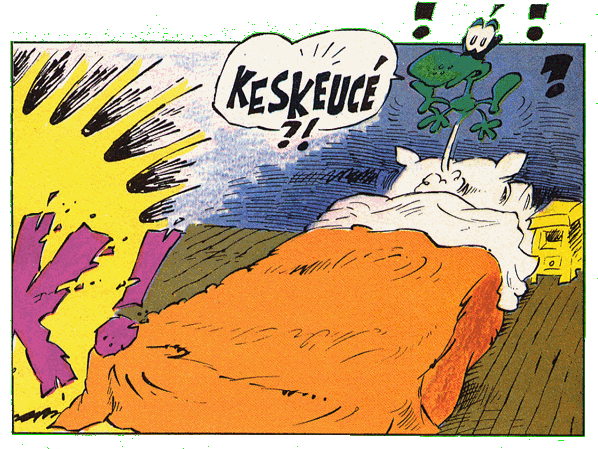
... et « Keskeucé ? ! », ses deux expressions favorites.

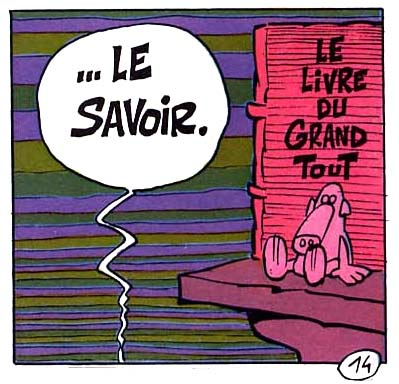
Le Livre du Grand Tout :
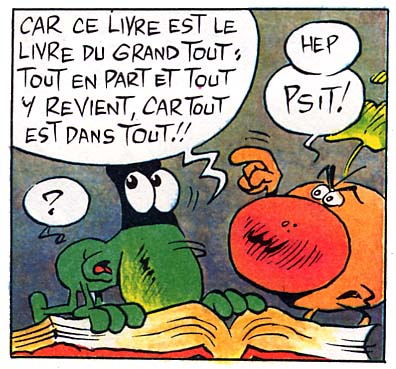
Le Savoir, c'est...
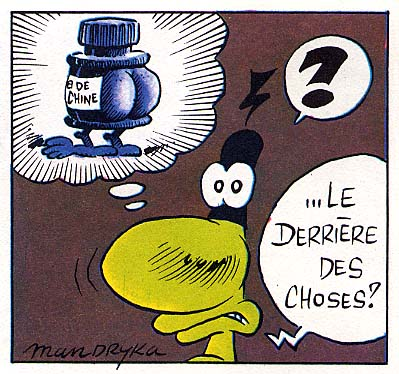
... le Derrière des Choses.